# غاري مكدونالد
غاري مكدونالد (بالإنجليزية: Gary McDonald)‏ (10 أبريل 1982 في المملكة المتحدة - ) هو لاعب كرة قدم إسكتلندي في مركز الوسط. شارك مع منتخب اسكتلندا الثانوي لكرة القدم ‏. أما مع النوادي، فقد لعب مع أولدهام أثلتيك وسانت جونستون ونادي أبردين ونادي كيلمارنوك وهاميلتون أكاديميكال ونادي موركامب وKilwinning Rangers F.C. ‏ ونادي بيترهيد ‏.

## وصلات خارجية
- غاري مكدونالد على موقع قاعدة بيانات كرة القدم.إي يو (الإنجليزية)
- غاري مكدونالد على موقع Soccerbase.com (لاعب) (الإنجليزية)
- غاري مكدونالد على موقع Soccerway.com (الإنجليزية)